# Som en dröm

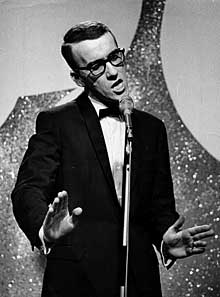
Östen Warnerbring

"Som en dröm" (tradução portuguesa: "Como um sonho") foi a canção que representou a Suécia no Festival Eurovisão da Canção 1967 que se realizou em Viena de Áustria.
Foi interpretada em sueco por Östen Warnerbring, o vencedor do Melodifestivalen 1967. Curiosamente o segundo classificado foi também Warnerbring com a canção "En valsfan"  Já em 1960, ele juntamente com Inger Berggren tinham vencido o Melodifestivalen com o tema Alla andra får varann", mas a televisão sueca Sveriges Radio decidiu escolher Siw Malmkvist para interpretar a mesma canção em Londres. Foi a sétima canção a ser interpretada na noite do festival, a seguir à canção helvética "Quel cœur vas-tu briser?, interpretada por Géraldine Gaulier. Som en dröm terminou a competição em 8.º lugar, tendo recebido um total de 7 pontos. No ano seguinte, em 1968,  a Suécia fez-se representar com Claes-Göran Hederström, que interpretou  "Det börjar verka kärlek, banne mej".

## Autores
A canção tinha letra de Patrice Hellberg, música de Marcus Österdahl e Curt Peterson e foi orquestrada pelo maestro Mats Olsson.

## Letra
A canção é uma balada de amor com Warnerbring dirigindo-se à sua amante e comparando o seu amor a um sonho que se tornou realidade. Diz que no sonho dele ela era tudo para ele e a resposta de todos so seus sonhos. Diz-lhe por fim que "No meu sonho de eternidade, eu encontrei a realidade."  O seu amor era a resposta de todos os seus sonhos. Termina a canção pedindo a ela para lhe dar a mão e assim o sonho deles tornar-se verdade.

## Versões
Warnerbring lançou também uma versão em inglês desta canção intitulada "As a dream"